# Бугское (Новоодесский район)
Бу́гское (укр. Бузьке) — село в Новоодесском районе Николаевской области Украины.
Основано в 1870 году. Население по переписи 2001 года составляло 1529 человек. Почтовый индекс — 56636. Телефонный код — 5167. Занимает площадь 1,114 км².

## История
В 1946 году указом ПВС УССР хутор Бобры переименован в село Бугское.

## Местный совет
56636, Николаевская обл., Новоодесский р-н, с. Бугское, ул. Центральная, 1